# Синдром Вермера
Синдро́м Ве́рмера (множественная эндокринная неоплазия типа I, МЭН — I, Wermer's syndrome) — наследственно обусловленное сочетание эндокринного аденоматоза и пептических язв тонкого отдела кишечника. Включает сочетание гормонально активных опухолей, исходящих из эндокринных клеток и гормонально неактивных опухолей, исходящих из других (неэндокринных) клеток организма.

## История
Связь между множественными эндокринными нарушениями и множественными опухолями эндокринных желез была замечена патологоанатомами ещё в конце девятнадцатого века. Однако современные представления о синдромах множественной эндокринной неоплазии начали формироваться в 50-е годы двадцатого века. Сначала P. Wermer обнаружил у нескольких пациентов сочетание гиперплазии паращитовидных желез, опухолей гипофиза и опухолей из островковых клеток поджелудочной железы, предложив назвать данный симптомокомплекс множественным эндокринным аденоматозом (современное название — МЭН типа I).

## Этиология и патогенез
Аутосомно-доминантный тип наследования — все синдромы МЭН наследуются аутосомно-доминантно и характеризуются высокой степенью пенетрантности. Причина МЭН типа I — мутация гена супрессии опухолей (11q13), кодирующего белок мэнин, регулирующий пролиферацию клеток, производных нервного гребня. Недостаточность мэнина ведёт к гиперплазии, а полное отсутствие этого белка — к опухолевой трансформации этого вида клеток.
Ещё одна вероятная причина развития МЭН типа I — повышенние концентрации в плазме крови фактора роста фибробластов, стимулирующего пролиферацию клеток паращитовидных желез.

## Клиническая картина
Заболевание чаще проявляется в возрасте от 20 до 40 лет, но может манифестировать и в возрасте 10 лет. Первым клиническим проявлением синдрома Вермера обычно является гиперпаратиреоз.

## Диагностика
Если обнаружен гиперпаратиреоз и есть подозрение, что он является компонентом синдрома Вермера (МЭН типа I), это является поводом для повторного обследования пациента с целью выявления других компонентов синдрома. В случаях, когда установлен диагноз: «синдром Вермера» обязательно обследуют родственников пациента. Обследование необходимо проводить и пациентам с синдромом Золлингера — Эллисона, так как в 50% случаев он является компонентом МЭН типа I. В ряде случаев гипергастринемия является следствием гиперпаратиреоза и исчезает после выполнения паратиреоэктомии. Схема обследования включает:
- определение уровня кальция в плазме крови;
- определение уровня пролактина в плазме крови;
- определение уровня гастрина и панкреатического полипептида в плазме крови;
- выявление гипогликемии (например, при определении уровня гликемии натощак);
- КТ и МРТ головы с целью выявления бессимптомных поражений гипофиза. Визуализация поджелудочной железы малоинформативна, поскольку не позволяет выявить неоплазии островковых клеток на ранних стадиях развития, поэтому:
- показаны гормонально-метаболические исследования: определение базального уровня инсулина, глюкагона, панкреатического полипептида, соматостатина и гастрина, а также оценка секреции этих гормонов после приёма пищи.

## Лечение
Лечение оперативное — хирургическое удаление поражённых желез.